# Middle European Volleyball Zonal Association
Middle European Volleyball Zonal Association (MEVZA), Środkowoeuropejski Związek Piłki Siatkowej – regionalna organizacja sportowa z siedzibą w Wiedniu, założona w 2005 roku, zrzeszająca 6 europejskich krajowych związków piłki siatkowej. Stanowisko jej prezydenta piastuje Austriak Karl Hanzl.
MEVZA jest odpowiedzialna za organizowanie regionalnych rozgrywek w Europie Środkowej na szczeblu:
- klubowym:
  - Liga Środkowoeuropejska kobiet,
  - Liga Środkowoeuropejska mężczyzn,
- reprezentacyjnym:
  - Mistrzostwa MEVZA kadetek,
  - Mistrzostwa MEVZA kadetów.

## Członkowie
| Lp. | Skrót | Państwo   | Oficjalna nazwa krajowego związku piłki siatkowej |
| --- | ----- | --------- | ------------------------------------------------- |
| 1.  | AUT   | Austria   | Österreichischer Volleyball Verband               |
| 2.  | CRO   | Chorwacja | Hrvatski Odbojkaski Savez                         |
| 3.  | CZE   | Czechy    | Český Volejbalový Svaz                            |
| 4.  | SVK   | Słowacja  | Slovenská Volejbalová Federácia                   |
| 5.  | SVN   | Słowenia  | Odbojkarska Zveza Slovenije                       |
| 6.  | HUN   | Węgry     | Magyar Roplabda Szovetseg                         |

## Liga MEVZA
Jej poprzedniczką była Interliga, organizowana przez krajowe federacje siatkarskie od sezonu 1992/1993 do sezonu 2001/2002. Do końca sezonu 2014/2015 funkcjonowała pod nazwą Liga Środkowoeuropejska. Każda z krajowych federacji może zgłosić do rozgrywek wyłącznie swoje czołowe kluby – początkowo maksymalnie cztery, następnie – dwa.

### Mężczyzn
| Lp.   | Sezon     | 1. miejsce                | 2. miejsce                | 3. miejsce                   | 4. miejsce                          |
| ----- | --------- | ------------------------- | ------------------------- | ---------------------------- | ----------------------------------- |
| I     | 2005/2006 | Hypo Tirol Volleyballteam | aon hotVolleys Wiedeń     | Autocommerce Bled            | Vegyész RC Kazincbarcika            |
| II    | 2006/2007 | Autocommerce Bled         | aon hotVolleys Wiedeń     | Hypo Tirol Volleyballteam    | Kométa Kaposvár SE                  |
| III   | 2007/2008 | ACH Volley Bled           | aon hotVolleys Wiedeń     | Hypo Tirol Volleyballteam    | SK Posojilnica Aich/Dob             |
| IV    | 2008/2009 | Hypo Tirol Volleyballteam | ACH Volley Bled           | aon hotVolleys Wiedeń        | SK Posojilnica Aich/Dob             |
| V     | 2009/2010 | ACH Volley Bled           | aon hotVolleys Wiedeń     | Hypo Tirol Volleyballteam    | HAOK Mladost Zagrzeb                |
| VI    | 2010/2011 | ACH Volley Bled           | Hypo Tirol Volleyballteam | OK Mladost Marina Kaštela    | SK Posojilnica Aich/Dob             |
| VII   | 2011/2012 | Hypo Tirol Volleyballteam | ACH Volley Lublana        | OK Mladost Marina Kaštela    | ŠK Chemes Humenné                   |
| VIII  | 2012/2013 | ACH Volley Lublana        | SK Posojilnica Aich/Dob   | Hypo Tirol Volleyballteam    | Volley Team UNICEF Bratislava       |
| IX    | 2013/2014 | ACH Volley Lublana        | SK Posojilnica Aich/Dob   | ŠK Chemes Humenné            | VCA Amstetten Hypo Niederösterreich |
| X     | 2014/2015 | Hypo Tirol Volleyballteam | SK Posojilnica Aich/Dob   | ACH Volley Lublana           | Spartak VKP Myjava                  |
| XI    | 2015/2016 | ACH Volley Lublana        | Hypo Tirol Volleyballteam | Calcit Kamnik                | SK Posojilnica Aich/Dob             |
| XII   | 2016/2017 | ACH Volley Lublana        | Hypo Tirol Volleyballteam | VKP Bystrina SPU Nitra       | HAOK Mladost Zagrzeb                |
| XIII  | 2017/2018 | SK Posojilnica Aich/Dob   | Calcit Kamnik             | ACH Volley Lublana           | HAOK Mladost Zagrzeb                |
| XIV   | 2018/2019 | ACH Volley Lublana        | SK Posojilnica Aich/Dob   | Calcit Kamnik                | Union Raiffeisen Waldviertel        |
| XV    | 2019/2020 | ACH Volley Lublana        | HAOK Mladost Zagrzeb      | Union Raiffeisen Waldviertel | Calcit Kamnik                       |
| XVI   | 2020/2021 | ACH Volley Lublana        | Merkur Maribor            | Calcit Kamnik                | Union Raiffeisen Waldviertel        |
| XVII  | 2021/2022 | ACH Volley Lublana        | HAOK Mladost Zagrzeb      | SK Zadruga Aich/Dob          | Merkur Maribor                      |
| XVIII | 2022/2023 | ACH Volley Lublana        | Calcit Kamnik             | SK Zadruga Aich/Dob          | Merkur Maribor                      |
| XIX   | 2023/2024 | Calcit Kamnik             | OK Maribor                | SK Zadruga Aich/Dob          | TJ Spartak Myjava                   |
| XX    | 2024/2025 | ACH Volley Lublana        | HAOK Mladost Zagrzeb      | OK Maribor                   | SK Zadruga Aich/Dob                 |

#### Miejsca klubów w poszczególnych sezonach
| Drużyna \ Kolejka              | 05/06   | 06/07 | 07/08 | 08/09 | 09/10 | 10/11 | 11/12 | 12/13 | 13/14 | 14/15 | 15/16 | 16/17 | 17/18 | 18/19 | 19/20 | 20/21 | 21/22 | 22/23 | 23/24 | 24/25 |   |
| ------------------------------ | ------- | ----- | ----- | ----- | ----- | ----- | ----- | ----- | ----- | ----- | ----- | ----- | ----- | ----- | ----- | ----- | ----- | ----- | ----- | ----- | - |
| Drużyna \ Kolejka              | Austria | —     | —     | —     | —     | —     | 8     | —     | —     | —     | —     | —     | —     | —     | —     | —     | —     | —     | —     | —     | — |
| hotVolleys Wiedeń              | 2       | 2     | 3     | 3     | 2     | 9     | 8     | —     | —     | —     | —     | —     | —     | —     | —     | —     | —     | —     | —     | —     |   |
| Hypo Tirol Volleyballteam      | 1       | 4     | 2     | 1     | 3     | 2     | 1     | 3     | —     | 1     | 2     | 2     | —     | —     | —     | —     | —     | —     | —     | —     |   |
| SK Aich/Dob                    | —       | —     | 4     | 4     | 5     | 4     | 5     | 2     | 2     | 2     | 4     | 5     | 1     | 2     | 5     | 5     | 3     | 3     | 3     | 4     |   |
| UVC Holding Graz               | —       | —     | —     | —     | —     | —     | —     | —     | —     | —     | —     | —     | —     | —     | —     | 7     | 8     | —     | —     | —     |   |
| VCA Amstetten Niederösterreich | —       | —     | —     | —     | —     | —     | 6     | —     | 4     | —     | 8     | —     | —     | —     | —     | —     | —     | 10    | 8     | —     |   |
| Waldviertel Volleyball Team    | —       | —     | —     | —     | —     | —     | —     | —     | —     | —     | —     | —     | 5     | 4     | 3     | 4     | 6     | 6     | —     | —     |   |
| OK Mladost Brčko               | —       | —     | —     | —     | —     | —     | —     | —     | —     | —     | —     | —     | —     | —     | 8     | —     | —     | —     | —     | —     |   |
| HAOK Mladost Zagrzeb           | 5       | —     | 7     | 8     | 3     | 10    | 7     | —     | —     | —     | 9     | 4     | 4     | 5     | 2     | 6     | 2     | 8     | 7     | 2     |   |
| MOK Mursa Osijek               | —       | —     | —     | —     | —     | —     | —     | —     | —     | —     | —     | —     | —     | —     | —     | —     | —     | 7     | 10    | 5     |   |
| MOK Zagrzeb                    | —       | —     | —     | 9     | 9     | —     | —     | —     | —     | —     | —     | —     | —     | —     | —     | —     | —     | —     | —     | —     |   |
| OK Karlovac                    | —       | 9     | —     | —     | —     | —     | —     | —     | —     | —     | —     | —     | —     | —     | —     | —     | —     | —     | —     | —     |   |
| OK Mladost Kaštela             | —       | —     | —     | —     | —     | 3     | 3     | 8     | —     | 6     | 5     | 9     | 7     | —     | 6     | —     | —     | 11    | 9     | —     |   |
| OK Varaždin                    | 7       | 7     | 6     | —     | —     | —     | —     | —     | —     | —     | —     | —     | —     | —     | —     | —     | —     | —     | —     | —     |   |
| OKM Centrometal                | —       | —     | —     | —     | —     | —     | —     | —     | —     | 7     | —     | —     | —     | —     | —     | —     | —     | —     | —     | —     |   |
| Rieker UJS Komárno             | —       | —     | —     | —     | —     | —     | —     | —     | —     | —     | —     | —     | —     | —     | —     | —     | —     | 5     | 6     | —     |   |
| VK Chemes Humenné              | —       | 10    | —     | 6     | 8     | 6     | 4     | 5     | 3     | —     | —     | —     | —     | —     | —     | —     | —     | —     | —     | —     |   |
| VK KDS Šport Košice            | —       | —     | —     | —     | —     | —     | —     | —     | —     | —     | —     | —     | 10    | —     | —     | —     | —     | —     | —     | —     |   |
| VK Nové Mesto nad Váhom        | —       | —     | 10    | —     | —     | —     | —     | —     | —     | —     | —     | —     | —     | —     | —     | —     | —     | —     | —     | —     |   |
| VKP Bratislava                 | —       | 8     | 9     | —     | —     | —     | —     | —     | —     | —     | —     | —     | —     | —     | —     | —     | 9     | —     | —     | —     |   |
| VKP Bystrina SPU Nitra         | —       | —     | —     | —     | —     | —     | —     | —     | —     | —     | —     | 3     | 6     | —     | —     | —     | —     | —     | —     | —     |   |
| TJ Spartak Myjava              | —       | —     | —     | —     | —     | —     | —     | —     | —     | 4     | 7     | 7     | 11    | —     | —     | —     | 7     | 9     | 4     | 6     |   |
| Volley Team Bratislava         | —       | —     | —     | —     | —     | —     | —     | 4     | 7     | —     | —     | —     | —     | —     | —     | —     | —     | —     | —     | —     |   |
| ACH Volley Lublana             | 3       | 1     | 1     | 2     | 1     | 1     | 2     | 1     | 1     | 3     | 1     | 1     | 3     | 1     | 1     | 1     | 1     | 1     | —     | 1     |   |
| Kamnik                         | —       | —     | —     | —     | —     | —     | —     | 6     | —     | —     | 3     | 6     | 2     | 3     | 4     | 3     | 5     | 2     | 1     | —     |   |
| Maribor                        | —       | 5     | 8     | —     | —     | —     | —     | —     | —     | —     | —     | —     | —     | —     | 7     | 2     | 4     | 4     | 2     | 3     |   |
| Šoštanj Topolšica              | 8       | —     | —     | —     | —     | —     | —     | —     | —     | —     | —     | —     | —     | —     | —     | —     | —     | —     | —     | —     |   |
| Triglav Kranj                  | —       | —     | —     | —     | —     | —     | —     | —     | —     | —     | —     | —     | 9     | —     | —     | —     | —     | —     | —     | —     |   |
| Panvita Pomgrad                | —       | —     | —     | —     | —     | —     | —     | —     | —     | 5     | 6     | —     | —     | —     | —     | —     | —     | —     | —     | —     |   |
| Salonit Anhovo Kanal           | —       | —     | —     | 7     | 6     | 5     | —     | —     | —     | —     | —     | —     | —     | —     | —     | —     | —     | —     | —     | —     |   |
| Kecskeméti RC                  | —       | —     | —     | —     | —     | —     | —     | —     | 6     | —     | —     | —     | —     | —     | —     | —     | —     | —     | —     | —     |   |
| Vegyész RC Kazincbarcika       | 4       | 6     | —     | —     | —     | —     | —     | —     | —     | —     | —     | 8     | 8     | 6     | —     | —     | —     | —     | —     | —     |   |
| Volleyball Kaposvár            | 6       | 3     | 5     | 5     | 7     | 7     | —     | 7     | 5     | —     | —     | —     | —     | —     | —     | —     | —     | —     | —     | —     |   |
| MÁV Előre SC-Foxconn           | —       | —     | —     | —     | —     | —     | —     | —     | —     | —     | —     | —     | —     | —     | —     | —     | —     | —     | 5     | —     |   |
| Razem                          | 8       | 10    | 10    | 9     | 9     | 10    | 8     | 8     | 7     | 7     | 9     | 9     | 11    | 6     | 8     | 7     | 9     | 11    | 10    | 6     |   |

### Kobiet
| Lp.   | Sezon     | 1. miejsce              | 2. miejsce              | 3. miejsce                              | 4. miejsce              |
| ----- | --------- | ----------------------- | ----------------------- | --------------------------------------- | ----------------------- |
| I     | 2005/2006 | OK Nova Gorica          | SVS Post Schwechat      | Slávia Bratislava                       | VK OMS Senica           |
| II    | 2006/2007 | VK OMS Senica           | SVS Post Schwechat      | OK Nova Gorica                          | Nova Branik Maribor     |
| III   | 2007/2008 | HIT Nova Gorica         | SVS Post Schwechat      | Nova Branik Maribor                     | ŽOK Rijeka              |
| IV    | 2008/2009 | HIT Nova Gorica         | Nova Branik Maribor     | ŽOK Rijeka                              | SVS Post Schwechat      |
| V     | 2009/2010 | Nova Branik Maribor     | ŽOK Split 1700          | ŽOK Rijeka                              | SVS Post Schwechat      |
| VI    | 2010/2011 | VK Modřanská Prostějov  | SVS Post Schwechat      | Doprastav Bratysława                    |                         |
| VII   | 2011/2012 | Nova Branik Maribor     | SVS Post Schwechat      | Slávia Bratislava                       | Doprastav Bratysława    |
| VIII  | 2012/2013 | Nova Branik Maribor     | SVS Post Schwechat      | ŽOK Kamnik                              | Slávia Bratislava       |
| IX    | 2013/2014 | Calcit Kamnik           | Nova Branik Maribor     | Bratislavsky Volejbalovy Klub           | SVS Post Schwechat      |
| X     | 2014/2015 | Nova Branik Maribor     | Calcit Kamnik           | ATSC Wildcats Sparkasse Klagenfurt      | SVS Post Schwechat      |
| XI    | 2015/2016 | Calcit Kamnik           | Linamar Békéscsabai RSE | Vasas Óbuda Budapest                    | Nova Branik Maribor     |
| XII   | 2016/2017 | Linamar Békéscsabai RSE | Calcit Kamnik           | Nova Branik Maribor                     | Mladost Zagrzeb         |
| XIII  | 2017/2018 | Linamar Békéscsabai RSE | SK UP Ołomuniec         | Nova Branik Maribor                     | Mladost Zagrzeb         |
| XIV   | 2018/2019 | SK UP Ołomuniec         | Nova Branik Maribor     | Linamar Békéscsabai RSE Mladost Zagrzeb |                         |
| XV    | 2019/2020 | Calcit Kamnik           | Nova Branik Maribor     | ŽOK Bimal-Jedinstvo Brčko               | OK Nova Gorica          |
| XVI   | 2021/2022 | Vasas Óbuda Budapest    | Calcit Kamnik           | Nova Branik Maribor                     | SVS Post Schwechat      |
| XVII  | 2022/2023 | Linamar Békéscsabai RSE | Nova Branik Maribor     | Calcit Kamnik Mladost Zagrzeb           |                         |
| XVIII | 2023/2024 | Calcit Kamnik           | Mladost Zagrzeb         | Nova Branik Maribor                     | Linamar Békéscsabai RSE |
| XXIX  | 2024/2025 | Mladost Zagrzeb         | Calcit Kamnik           | Dinamo Zagrzeb                          | Nova Branik Maribor     |

## Źródła
- Oficjalna strona Middle European Volleyball Zonal Association. (ang. • niem.).
- Informacje o Middle European Volleyball Zonal Association na oficjalnej stronie CEV. [dostęp 2010-04-22]. [zarchiwizowane z tego adresu (2009-02-26)]. (ang.).